# GNU D Compiler
Pour les articles homonymes, voir GDC.
GDC (pour GNU D compiler) est un compilateur pour le langage de programmation D utilisant le backend de GCC et distribué sous licence GNU GPL.
Un projet de fusion avec GCC est présentement à l’étude.

## Historique
Le projet GNU D Compiler (GDC) a été initialement lancé par David Friedman en 2004 pour ajouter au compilateur GCC un frontal compatible D. En dépit de son nom, il ne faisait pas encore partie du projet GNU, mais le code source distribué selon les termes d’une double licence Artistic et GPL faisait de gdc un logiciel libre. Le moteur d’exécution n’était cependant pas sous licence GPL, ce qui a compliqué son intégration juridique. Friedman a maintenu le projet jusqu'au début de l’an 2007.
Après une tentative de relance infructueuse en 2008, le projet est repris un an plus tard par Iain Buclaw, qui en assure alors la maintenance. Les droits d’auteur du logiciel sont finalement assignés à la Free Software Foundation, fin 2011, pour qu’elle en assure la protection légale dans le cadre de sa gouvernance du projet GNU. Son intégration à GCC est prévue pour la sortie de la version 4.9 de la collection.